# カッシング (DD-797)
カッシング (USS Cushing, DD-797) は、アメリカ海軍の駆逐艦。フレッチャー級駆逐艦の1隻。艦名はウィリアム・B・カッシングに因んで命名された。その名を持つ艦としては4隻目。

## 艦歴
「カッシング」は1943年5月3日にニューヨーク州スタテンアイランドのベスレヘム・スチール社で起工した。1943年9月30日にキャサリン・A・カッシング（カッシング中佐の娘）によって命名・進水し、1944年1月17日に艦長L・F・ヴォーク中佐の指揮下で就役する。

### 第二次世界大戦
「カッシング」は1944年5月5日にバージニア州ノーフォークを出航、カリフォルニア州サンディエゴおよびハワイの真珠湾で訓練を行い、エニウェトク環礁への船団護衛に従事した後、ワシントン州ブレマートンに戻り対潜装備の近代化を受けた。8月24日にエニウェトク環礁で第5艦隊に合流し、パラオ諸島侵攻作戦に参加する。「カッシング」は空母部隊がフィリピンのミンダナオ島、サマル州、セブ島、ネグロス島を攻撃する間、部隊の護衛を担当し、続いて9月17日に上陸部隊がアンガウル島を攻撃した際にはその支援を行った。その後に予定されたフィリピン侵攻に備えて台湾、マニラ、ルソン島北部を攻撃する空母部隊の護衛に戻り、数多くの撃墜された飛行士を救助した。10月24日のレイテ沖海戦では対空砲火で少なくとも日本軍機1機を撃墜した。その後11月22日に補給のためウルシー環礁に帰還した。
1944年12月10日、ルソン島攻撃に向かう高速空母任務部隊と共に出撃した「カッシング」は、12月18日に台風を乗り切り、沈没した船の乗員を救助し、12月24日に嵐で受けた損傷の修理のためウルシー環礁に帰還した。1945年1月1日に任務部隊と共に出航、1月28日まで台湾、インドシナ半島、中国沿岸およびフィリピンの攻撃に従事した。その後第58任務部隊に合流、日本本土の攻撃に向かったカッシングは空母搭載機部隊の発艦地点でレーダーピケット艦としての任務に従事し、部隊を攻撃しようとする日本軍機部隊を探知、撃退に貢献した。「カッシング」は硫黄島と沖縄本島侵攻に備えた空母部隊による空襲の護衛を担当し、沖縄では艦砲射撃も行った。沖縄戦においてはレーダーピケット艦を担当し、戦闘機部隊に指示を与え多くの日本軍機を撃墜するのに貢献した。6月にレイテ島で補給を行い、その後東京を攻撃する空母部隊に合流、戦争の終わりまで同部隊と行動した。1945年8月27日に相模湾で投錨し、入港管制艦として占領任務に従事、その後帰国の途に就いた。1945年11月20日にブレマートンに到着、1947年2月3日にカリフォルニア州ロングビーチで予備役に置かれた。

### 朝鮮戦争
1951年8月17日に再就役した「カッシング」は11月15日にロングビーチを出航、大西洋艦隊に加わるため11月30日にノーフォークに到着した。北大西洋とカリブ海で訓練を行い、1953年1月7日にノーフォークを出航、韓国沖で第77任務部隊に加わり航空機の護衛任務に就く。6月2日および3日、Hodo Pando に対して艦砲射撃を行う。その後マニラ、シンガポール、コロンボ、アデン、ピレウス、ジェノヴァ、カンヌ、アルジェを訪問し、8月22日にノーフォークに帰還した。その後、東海岸を巡航し、対潜演習および予備役兵の訓練を行い、1954年に地中海に展開する。任務の後太平洋艦隊に転属となり、1955年1月26日にロングビーチに到着した。
1955年、56年、57年から58年、59年から60年にかけての極東での配備期間、「カッシング」は第77任務部隊で航空機護衛および対潜演習に従事し、台湾海峡の哨戒、アイゼンハワー大統領の「People to People」プログラムに従って様々な港への訪問に従事した。本国においては西海岸沿いに対潜および対航空機戦演習訓練に従事し、士官候補生および予備役兵の訓練を行った。「カッシング」の母港は1960年10月にサウスカロライナ州チャールストンへ変更され、東海岸で活動した。1960年11月8日、ノーフォークで予備役に置かれた。
カッシングは第二次世界大戦の戦功で6個の、朝鮮戦争の戦功で2個の従軍星章を受章した。

### ブラジル海軍で
「カッシング」は1961年7月20日にブラジル海軍に貸与された。ブラジル海軍では「パラナ (Parana, D29) 」の艦名で就役、活動した。「パラナ」は1982年2月に除籍され、スクラップとして廃棄された。